# Andrena helvola
Andrena helvola ist eine Sandbiene aus der Familie der Andrenidae. Sie ist eine solitäre, nestbauende Biene die in einer Generation von Anfang April März bis Ende Mai fliegt.

## Merkmale
Die Weibchen von Andrena helvola sind ca. 11 bis 12 mm lang, der Körper ist schwarz, weitgehend gelblich behaart, am Thorax-Rücken und den ersten beiden Tergiten rotbraun behaart, im Gesicht gelblich behaart, die Schienenbürste ist gelblich und weiß gefärbt, die Endfranse ist dunkelbraun. Der Flocculus ist ausgesprochen deutlich ausgebildet.
Die Männchen sind etwa 8 bis 10 mm lang, größtenteils gelblich behaart, am Thorax-Rücken und den ersten Tergiten braun-gelb behaart. Die Mandibel sind sehr lang.
Mehrere weitere Arten von Sandbienen sind ähnlich, darunter Andrena haemorrhoa, und A. varians. Zur genauen Bestimmung ist Spezialliteratur nötig.

## Verbreitung und Lebensraum
A. helvola ist weit verbreitet in fast ganz Europa, von Frankreich bis in die Türkei und in Asien bis Sibirien. Nur wenig verbreitet in Südeuropa. In Deutschland ist A. helvola weit verbreitet, häufig und im Bestand nicht gefährdet.
A. helvola kommt an Waldrändern, Waldlichtungen, Hecken und Wiesen vor. Auch im Siedlungsbereich, in Gärten und Parks, ist die Art zu finden.

## Lebensweise
Die Art nistet solitär und gräbt sich selbst Nester in die Erde. Dabei ist keine Bevorzugung bestimmter Bodenarten zu erkennen. Die Weibchen sammeln Pollen von verschiedenen Pflanzen, sind also polylektisch.

## Parasiten

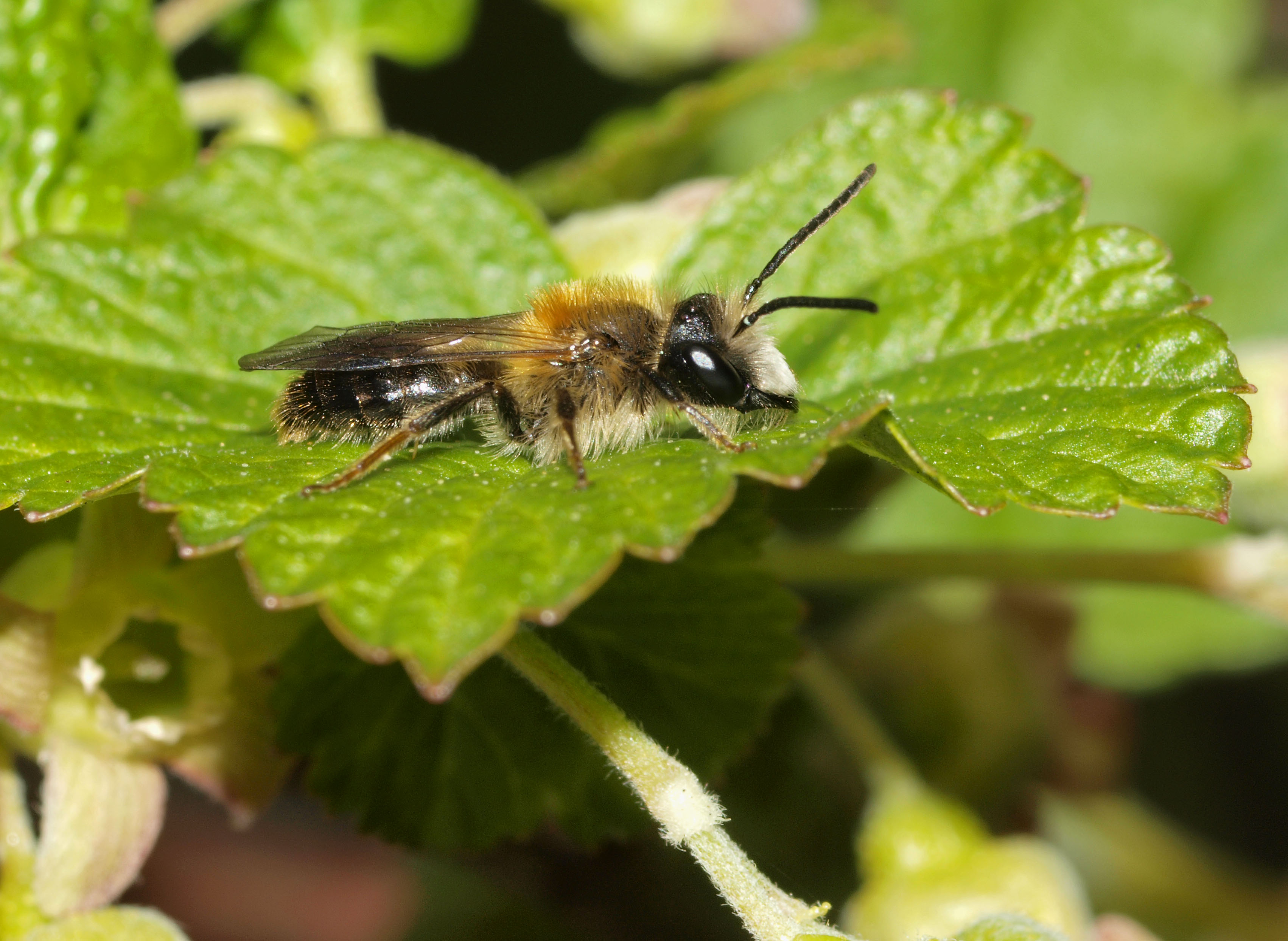
Andrena helvola Männchen

Diese Sandbienen werden von Kuckucksbienen der Art Nomada panzeri parasitiert. Auch Fächerflügler (Stylops) befallen A. helvola.